# Gradualismo filetico
Il gradualismo filetico è considerato un approccio teorico che vede l'evoluzione biologica come un processo graduale, ma a velocità variabile (secondo i casi). È connesso all'attualismo ed è stato uno dei punti di partenza del neodarwinismo.
Secondo questa teoria vi è una differenza genetica impercettibile tra una generazione e la successiva, e le grandi modificazioni sono la somma di piccoli cambiamenti generati dalla selezione naturale. Ciò comporta la difficoltà (o impossibilità) di stabilire la differenza tra le varie specie biologiche, che vengono viste come insiemi non discreti di individui, senza quindi separazioni nette.
Già Thomas Henry Huxley, primo divulgatore della teoria darwiniana, aveva contestato tale interpretazione dei meccanismi di evoluzione, mettendo l'accento sulla difficoltà di dare un senso alla graduale formazione degli organi complessi, ad esempio l'inutilità del cristallino in assenza della retina. Ernst Mayr ed altri studiosi vicini alla Sintesi moderna hanno proposto come soluzioni a tale problema i meccanismi di speciazione allopatrica e preadattamento.
La critica al gradualismo filetico è invece centrale nel pensiero di Niles Eldredge e Stephen Jay Gould, autori della Teoria degli equilibri punteggiati. L'evidenza dei lunghi periodi di stasi evolutiva denotata dai ritrovamenti fossili li porta a sostenere che il processo evolutivo conosce periodi relativamente brevi di veloce mutazione, che può portare alla speciazione, alternati da lunghi periodi di cambiamenti poco profondi.
Importanti studiosi come Richard Dawkins e Daniel Dennett hanno però sostenuto che Gould ed Eldredge hanno forzato il termine gradualismo. Secondo loro questo concetto non avrebbe mai comportato la velocità costante nella mutazione genetica, ed il termine fu scelto in contrapposizione al saltazionismo, che prevedeva la nascita di una nuova specie in una o poche generazioni. Dawkins e Dennett hanno fatto notare che Charles Darwin affermava che la velocità di evoluzione non è costante, e considerano quindi la Teoria degli equilibri punteggiati come una riedizione della teoria classica.